# 梅港高速动车组列车
梅港高速动车组列车是中国铁路运行于广东省梅州市下属梅县区梅州西站至香港特别行政区油尖旺区香港西九龙站间的高速动车组列车，自2025年1月5日起开行，由广州局集团广九客运段担任客运乘务，列车全程运行356公里，途经广东省和香港特别行政区。其中梅州西站至香港西九龙站运行2小时32分，使用车次为G6541次；香港西九龙站至梅州西站运行2小时14分，使用车次为G6542次。

## 历史
2025年1月5日，原潮汕～香港西九龙G6383/6384次列车调整至梅州西站始发终到，车次同步调整为G6541/6542次。

## 使用列车
本对列车使用配属广州局集团潮州动车运用所的CRH1A-A。